# Dayruin
Борис «Dayruin» Щербаков (5 января 1995, Санкт-Петербург, Россия) — российский киберспортсмен и тренер по игре League of Legends, с января 2017 тренер команды М19. Согласно официальному сайту организации Борис Щербаков «живая легенда региона» и «один из лучших стрелков СНГ всех времен».

## Ранняя биография
Играет в League of Legends с 2010 года.

## Профессиональная карьера
На про-сцене с 2013 года, когда Борис Щербаков смог выиграть свою первую 1000$ на первом региональном соревновании в ЛОЛ. Основная роль — ад керри. Дайруин играл в стартовом составе Hard Random. В 2014 году выступал в составе команды Moscow Five, где вскоре занял позицию капитана. В 2015 году команда Щербакова стала выступать под тэгом Team Just, а затем он вновь вернулся в Hard Random. В конце года Дайруин попытался создать собственную команду Team Differential, которая не смогла одержать победу в весеннем сплите 2016 года. В летнем сезоне 2016 года перешел на позиции тренера Natus Vincere и вывел свою команду в полуфинал Континентальной лиги. C января 2017 года тренирует состав М19. С июля 2018 года Щербаков тренирует команду Vaevictis eSports